# 篠原雅尚
篠原 雅尚（しのはら まさなお）は、日本の地震学者。東京大学地震研究所教授、防災科学技術研究所技術統括。

## 人物・経歴
1986年九州大学理学部卒業。1988年九州大学大学院理学研究科物理学専攻修士課程修了。1991年千葉大学大学院自然科学研究科環境科学専攻博士課程修了、学術博士。同年東京大学大学院理学系研究科地球物理学専攻研究生。1992年東京大学海洋研究所助手。1994年千葉大学理学部助教授。1999年東京大学地震研究所助教授。2000年日本地震学会理事。2003年文部科学省研究開発局学術調査官。2009年地震予知連絡会委員。2010年東京大学地震研究所教授。2012年地震調査研究推進本部専門委員。2018年防災科学技術研究所技術統括。

## 受賞
- 1998年 海洋調査技術学会技術賞[3]
- 2010年 海洋調査技術学会技術賞[3]
- 2011年 日本海洋工学会JAMSTEC中西賞[3]
- 2013年 平成24年度日本地震学会論文賞[3]
- 2015年 海洋調査技術学会技術賞[3]
- 2017年 EPS Excellent Paper Award 2016[3]
- 2017年 海洋調査技術学会岩宮賞[3]
- 2019年 Honorable Mention for Best Paper in Geophysics in 2018[3]